# Hybica
Hybica este o arie protejată (arie specială de conservare — SAC, sit de importanță comunitară — SCI) din Slovacia întinsă pe o suprafață de 26,02 ha, integral pe uscat.

## Localizare
Centrul sitului Hybica este situat la coordonatele 49°04′09″N 19°52′12″E / 49.069174°N 19.870096°E.

## Înființare
Situl Hybica a fost declarat sit de importanță comunitară în aprilie 2004 pentru a proteja 3 specii de animale. Situl a fost protejat și ca arie specială de conservare în martie 2004.

## Biodiversitate
Situată în ecoregiunea alpină, aria protejată conține 3 habitate naturale: Râuri de munte și vegetația erbacee de pe malurile acestora, Liziere de ierburi înalte hidrofile de câmpie și de nivel montan până la alpin, Păduri aluvionare cu Alnus glutinosa și Fraxinus excelsior (Alno-Padion, Alnion incanae, Salicion albae).
La baza desemnării sitului se află mai multe specii protejate:
- mamifere (2): vidră de râu (Lutra lutra), liliac comun (Myotis myotis)
- pești (1): Eudontomyzon mariae

Pe lângă speciile protejate, pe teritoriul sitului au mai fost identificate 2 specii de pești.